# 저우양 (평론가)

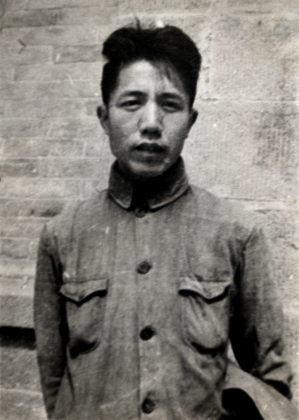
저우양

저우양(중국어 간체자: 周扬, 정체자: 周揚, 병음: Zhōu Yáng, 1908년 11월 7일 ~ 1989년 7월 31일)은 중국의 문학평론가이다. 자는 치잉(起應)이며 후난성 이양 출신이다.
상하이의 대하(大夏) 대학(현 화둥사범대학 위치)을 졸업하였으며 1927년 중국 공산당에 입당하였다. 일본에서 유학 뒤 귀국 후 프롤레타리아 독재 혁명의 상하이 지하 좌익작가연맹에 간부로 참여하였고 주로 문학 평론과 소비에트 혁명 문학 작품의 번역 활동을 했는데, 이른바 뒤이은 국방문학 논전에서는 프롤레타리아 독재파 루쉰과 마오둔(茅盾) 등 혁명 작가로부터 좌련(좌익작가연맹) 해산 및 무산계급 혁명 문학계의  이른바 "국민당 반동파"에 대한 국방 전선 가담에 대해 우익적 이해와 합작에 동조하는 태도가 비난받기도 했다.
그러다 대장정 이후 옌안에 설립된 루쉰 예술학원에 건너가 일했고, 그리고 그밖에 중국 공산당 지도를 받는 타 지역 내에서 문화 공작 활동을 지도했다. 중국 공산당 정권 하에서는 선전부 부부장, 문화부 부부장 등을 맡으면서 마오둔, 궈모뤄 등과 함께 문학 공작 노선의 지도부 일선에 있었다. 그러나 문화대혁명 시기에 와서는 문학계 노선 다툼에 의해서 과거 국방 문학 논전의 그의 입장이 부르주아적이었다는 비판을 다시 받았으며 나중에는 반당(反黨)•반사회주의•반혁명의 수정(修正)주의자로 낙인찍혀 사인방에 의해서 투옥되었다.
사인방 등은 그가 중국 공산당 집권 이래 일관하여 마오쩌둥의 문예 노선에 반대했고 문예계에서 "부르주아 독재"를 실시해 왔던 자라는 말로 비난하였다. 문혁이 끝나면서 정치적 지위를 회복하였으며, 1979년 '옛것에 이어서 사회주의 문예를 새롭게 계속 번영시키자'라는 보고서를 중국 공산당에 제출하였다. 중국 사회과학원 부원장 등 교직을 거쳐서 퇴임하였다.